# میمون شاه (فیلم ۲۰۱۴)
میمون شاه (انگلیسی: The Monkey King) یک فیلم سینمایی هنگ کنگی- چینی در ژانر اکشن، فانتزی و رزمی است که در سال ۲۰۱۴ منتشر شد. از بازیگران آن می‌توان به دانی ین، چو یون فات، آرون کووک، ژانگ زیلین، دانی ین، و جو چن اشاره کرد.
فیلمبرداری در ۱۸ اکتبر ۲۰۱۰ در پکن آغاز شد، و به صورت سه بعدی فیلمبرداری شد. طرح داستان بر اساس اپیزودی از سیر باختر، یک داستان کلاسیک ادبی چینی قرن شانزدهمی است که در سلسله مینگ توسط وو چنگین نوشته شده بود. این فیلم به در ۳۱ ژانویه ۲۰۱۴ منتشر شد و نقدهای متفاوتی از منتقدان دریافت کرد. دنباله‌ای با نام میمون شاه ۲ در فوریه ۲۰۱۶ منتشر شد.